# Ardo
Ardo oder Ardon war von ca. 714 bis ca. 721 der letzte König der Westgoten. Da das muslimische Invasionsheer damals die Iberische Halbinsel eroberte, war Ardos Herrschaftsbereich auf einen relativ kleinen, weiterhin schrumpfenden Teil des ehemaligen westgotischen Reichsgebiets beschränkt.

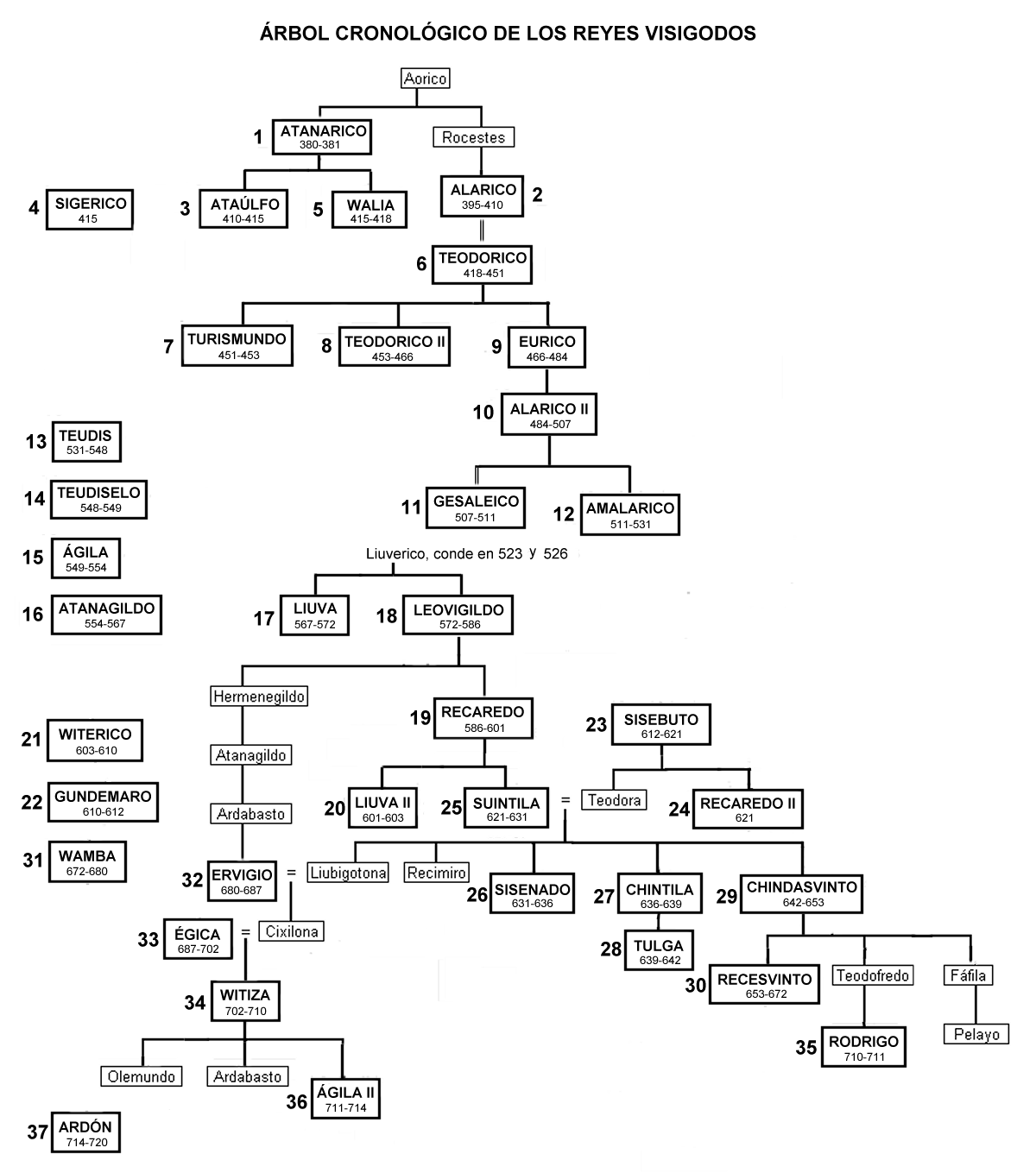
König der Westgoten

Über Ardo ist sehr wenig bekannt. Von seiner Herkunft, den Umständen seiner Erhebung und seiner Regierungstätigkeit wissen wir nichts. Im Unterschied zu seinem Vorgänger Agila II. sind von ihm nicht einmal Münzen erhalten. Der einzige Quellenbeleg für seine Existenz ist seine Nennung in einer Königsliste, wo er als Nachfolger Agilas angeführt und seine Regierungsdauer mit sieben Jahren angegeben wird.
Schon Agila hatte nur noch einen Teil des westgotischen Reichsgebiets beherrscht; seine Macht erstreckte sich zumindest auf Teile der Region Tarraconensis (Norden und Osten der Halbinsel) und auf den Reichsteil Septimanien nördlich der Pyrenäen, während der Süden von den Muslimen besetzt wurde. Die muslimische Invasionsstreitmacht hatte im Juli 711 die kriegsentscheidende Schlacht am Río Guadalete gewonnen, in welcher der Westgotenkönig Roderich fiel.
In den Jahren 716–719 vollendeten die Muslime die Unterwerfung der Tarraconensis. Dadurch wurde Ardos Herrschaftsgebiet auf den Reichsteil nördlich der Pyrenäen beschränkt. Bald drangen die Muslime auch dort ein. Um 720 eroberten sie Narbonne, die Hauptstadt Septimaniens. Vermutlich kam Ardo damals oder bald darauf ums Leben. Die letzten Städte Septimaniens (Carcassonne und Nîmes) fielen aber erst 725.
Früher hat man vermutet, dass Ardo mit einem der Söhne des Westgotenkönigs Witiza namens Ardabastus identisch sei. Diese Annahme stützte sich auf die Namensähnlichkeit. Sie kann aber nicht zutreffen, denn die Familie Witizas (einschließlich des namentlich genannten Ardabastus) gehörte laut einer zuverlässigen arabischen Quelle zu denjenigen Goten, die sich schnell mit den neuen Machthabern einigten und ihren Besitz behielten.